# Atlanta (Kansas)
Atlanta – miasto położone w hrabstwie Cowley.